# Xenophyllomyza deserticola
Xenophyllomyza deserticola  (лат.) — вид двукрылых насекомых семейства Milichiidae, единственный в составе рода Xenophyllomyza. Впервые описан в 1992 году энтомологом А. Л. Озеровым.

## Распространение, описание
Вид является эндемиком Туркменистана. Типовой экземпляр описан из окрестностей озера Еройландуз на территории Бадхызского заповедника.
Длина тела — 1,9—3,2 мм. Голова, грудь, ноги и брюшко блестяще-чёрного цвета. Крыло длиной 1,4—2,2 мм, беловатого оттенка, костальная жилка коричневая, остальные жилки также беловатые. Лицо вогнутое; нижний его край, напротив, выдаётся вперёд. Хоботок заметно удлинён.
Был включён в состав отдельного рода в связи с заметным отличием от прочих представителей своего подсемейства Madizinae. Наиболее близкими родственниками считаются представители рода Phyllomyza.